# 2008年北京オリンピックのパナマ選手団
2008年北京オリンピックのパナマ選手団（2008ねんペキンオリンピックのパナマせんしゅだん）は、2008年8月8日から8月24日にかけて中国の北京を主として開催された2008年北京オリンピックのパナマ選手団、およびその競技結果。

## 概要
今大会は金メダル1個を獲得した。

## メダル
| メダル | 選手名                 | 競技 | 種目       |
| ------ | ---------------------- | ---- | ---------- |
| 金     | イルビング・サラディノ | 陸上 | 男子走幅跳 |

## 陸上競技
- イルビング・サラディノ（男子走り幅跳び 金メダリスト）
- バイヤノ・カマニ（男子400mハードル 準決勝敗退）

## 水泳

### 競泳
- エドガル・ロベルト・クレスポ・エチェベリア（男子100m平泳ぎ）
- クリスティ・マリー・ボデン・バカ（女子100m背泳ぎ）

## フェンシング
- ジェシカ・ジメネツ（女子個人エペ）